# Amt Burg (Brandeburgo)
L'Amt Burg (Spreewald) è una comunità amministrativa che si trova nel circondario della Sprea-Neiße nel Brandeburgo, in Germania.

## Società

### Evoluzione demografica
- Sviluppo della popolazione dal 1875 entro gli attuali confini (Linea Blu: Popolazione; Linea puntata: Confronto dello sviluppo della popolazione dello stato del Brandenburgo; Sfondo grigio: Ai tempi del governo nazista; Sfondo rosso: Al tempo del governo comunista)
- Sviluppo recente della popolazione (Linea blu) e previsioni

| Anno | Abitanti |
| ---- | -------- |
| 1875 | 10 150   |
| 1890 | 9 961    |
| 1910 | 9 662    |
| 1925 | 9 355    |
| 1939 | 9 282    |
| 1950 | 11 266   |
| 1964 | 9 246    |

| Anno | Abitanti |
| ---- | -------- |
| 1971 | 8 978    |
| 1981 | 8 302    |
| 1985 | 8 091    |
| 1990 | 7 982    |
| 1995 | 8 433    |
| 2000 | 9 957    |
| 2005 | 9 934    |

| Anno | Abitanti |
| ---- | -------- |
| 2010 | 9 423    |
| 2015 | 9 141    |
| 2016 | 9 104    |
| 2017 | 9 026    |
| 2018 | 9 004    |
| 2019 | 9 053    |
| 2020 | 9 059    |

Fonti dei dati sono nel dettaglio nelle Wikimedia Commons..

## Suddivisione
Comprende 6 comuni:
- Briesen
- Burg (Spreewald)
- Dissen-Striesow
- Guhrow
- Schmogrow-Fehrow
- Werben

Capoluogo e centro maggiore è Burg (Spreewald).